# サリンプラント建設事件

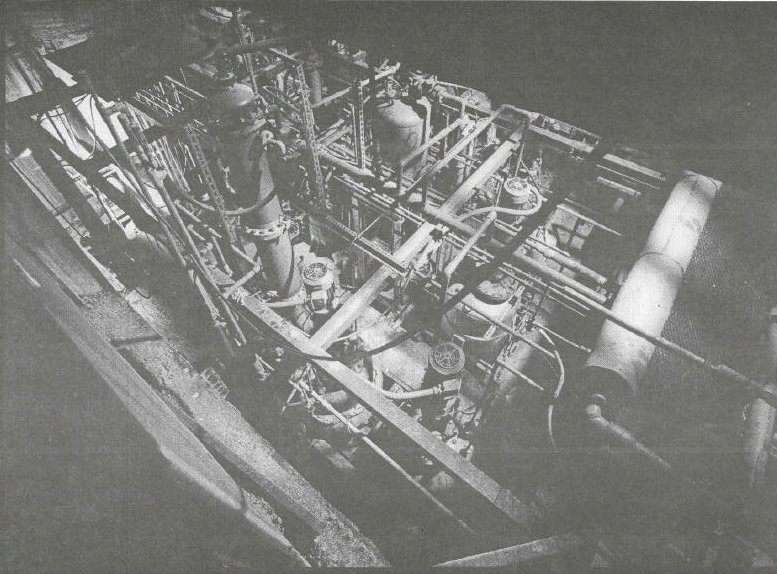
上から見た第7サティアン内部

サリンプラント建設事件（サリンプラントけんせつじけん）は、オウム真理教がサリン大量生産の為に山梨県上九一色村の宗教施設「第7サティアン」内に猛毒のサリン（化学兵器）の製造プラントを建設した事件。教団内での計画名は滝澤和義のホーリーネームに由来する「ウパヴァーナプロジェクト」。
発覚当初は、このサリンプラントで一連の事件に使用されたサリンが製造された可能性も推測されたが、後にサリン製造までは至っていなかったことが判明した。事件で使用されたサリンはクシティガルバ棟やジーヴァカ棟、反応釜などで製造されたものである。

## 概要

### 建造
1993年4月、土谷正実は村井秀夫から『毒のはなし』『薬物乱用の本』の2冊を見せられ、無力化ガスやPCPなどこういうものはつくれるかと聞かれ調査を始めた。6月には村井から大量生産に向いている化学兵器を尋ねられ、土谷はサリンが安いと回答し生産が決まった。村井は土谷に銃撃や砲撃を受けたグロテスクな死体の写真を見せて「化学兵器はダーティーな兵器、戦車や戦闘機はクリーンな兵器、というイメージは戦車や戦闘機を売らんがための軍需産業とフリーメイソンの情報操作だ」と語り、さらにチベット侵攻で通常兵器しか持たないチベット軍が壊滅したことを調べさせたりして、「このサリンは最終戦争が起きたときに自衛のために使う。オウムから仕掛けることはない」などといって土谷を納得させた。
サリン合成の目処が立つと、麻原はいよいよ大量生産の計画を実行に移し、同年8月か9月頃、麻原は滝澤和義に「70トンのサリンプラントを造ってくれ。いきなり大きいのでいこう」として、山梨県西八代郡上九一色村（現富士河口湖町）の宗教施設第7サティアンにサリン生成を目的とした設備の建設を指示した。土谷や村井秀夫、中川智正らが技術的支援、新実智光、長谷川茂之らがダミー会社「長谷川ケミカル」などを設立し薬品手配を担当した。また第7サティアンを管理していた上祐史浩も参加していた。
計画では、全5工程でサリンを製造する予定であった。内部にはシャワー室や運動器具、様々な自動制御装置も設置され、サリンプラントとしては史上最大級ともいえるものであった。中川智正が持ってきた本に載っていたイラクのサリンプラントと似ていたことで、滝沢は設計に自信を持った。建設費は30億円とも言われる。
サリンプラントの設計図は、カザフスタンの化学兵器工場の図面を流用したとされる 。
サリンプラントのワークに従事する信者に対しては、事前に薬物を使ったスパイチェック（ナルコ）も行われていた。また、全員がサリン製造という目的を知っていたわけでは無かった。

### 難航
村井が化学の常識と反することを繰り返したこともあり、建設は難航した。麻原は滝澤に「（1994年）4月25日までに完成させろ。グルの絶対命令だ。必ず完成しろ。そうしないとおまえは無間地獄行きだ」と脅したり、村井らに「このままでは真理の根が途絶えてしまう。サリンを東京に70トンぶちまくしかない」などと説法し完成を急がせた。
滝澤は不眠不休で建設をさせられていたため、居眠りをしてしまう。すると栓を閉め忘れていたことにより亜リン酸トリメチルなどが第7サティアン中に吹き出し、1994年7月9日の午前1時頃、周辺住民を巻き込んだ異臭騒ぎを起こした。周辺住民によるとカーバイドの臭いがしたという。同月15日にも異臭騒ぎを起こした。だが麻原は滝澤に「私はシヴァ大神の意思、真理に背くことは嫌だ。このまま続けないとおまえは後で絶対後悔するぞ」といって続けさせた。さらに1994年11月にも異臭騒ぎを起こした。
1994年11月には警察の強制捜査情報が流れ建設を中断、装置に「汚泥沈殿」「二次発酵原料」「ウンコ」などと書き込んで肥料工場に見せかけようとした。また、村井の案で強制捜査の際に警察を撃退するため糞尿を撒く計画もあった。

### 発泡スチロールのシヴァ神
このようにトラブル続きであったものの、ハステロイを調達するなどして第4工程までの動作に成功し、メチルホスホニルジフルオリドを製造したとされる。一方、中川智正やアンソニー・トゥは至っていないと見ている。
警察は密かに山菜採りを装って異臭騒ぎの起きた教団施設周辺の土壌を採取、1994年11月には科学警察研究所がサリン製造の証拠となるメチルホスホン酸及びメチルホスホン酸イソプロピルを検出していた。1995年1月1日、読売新聞がこれをスクープした。サリン製造の発覚を恐れた教団は第7サティアンを発泡スチロール製の黄金のシヴァ大神像で神殿に偽装することとなり、ついに完成しなかった。村井秀夫は「シバ神の目から、レーザー光線なんか出たりしてね」とふざけていた。警察も読売がスクープしたことに対し困り「知らない」で通すこととした。
同月、神殿に偽装後の第7サティアンに宗教学者島田裕巳を招き、「宗教施設」として見学させた。教団古参幹部で正大師の石井久子ですら第7サティアンの内部を知らず、こんなきれいな神殿があるのかと思っていたら実はサリンプラントと聞かされ驚いたという。シヴァ神像製造を担当した元信者は像の出来に自信が無かったようで、「あれで騙されちゃまずい」と語っている。

### 発覚
1995年3月22日、警視庁の強制捜査で全貌が判明すると、「農薬DDVPを製造するための工場建設に失敗したので神殿にしただけ」と主張した。第7サティアンは東京地方検察庁に押収され、その後上九一色村に無償譲渡した。

### その後
日本国政府は化学兵器禁止機関（OPCW）に、第7サティアンを化学兵器禁止条約で、日本で唯一の「化学兵器生産工場」として申告した。それに対し、1997年7月および1998年9月の2回に渡り、OPCWの査察を受け、1998年11月前半に解体が始まり、1998年12月後半に解体終了。解体の最終段階にはOPCWの査察団が立ち会い、化学兵器施設の廃棄を確認した。
これらの事件によって、麻原彰晃を含めオウム真理教幹部19人が、殺人予備罪で起訴された。
麻原彰晃の刑事裁判が長期裁判の様相を見せていたために2000年10月に薬物密造事件の起訴が取り下げられた際に、同じく被害者がいない「サリンプラント建設事件」も起訴取り消しの対象として議論になるも、最終的には「武装化で国家転覆を図った教団犯罪の全体像を明らかにする必要がある」と重視され、起訴取り下げをせずに審理入りすることとなった。